# Satu Tuuli Karhu
Satu Tuuli Karhu (* 5. Dezember 1994 in Kajaani) ist eine finnische Schauspielerin.

## Biografie
Satu Tuuli Karhu wurde am 5. Dezember 1994 in Kajaani geboren. Sie studierte an der Theaterakademie Helsinki. Ihr Debüt gab sie 2018 in dem Film Ilosia aikoja, Mielensäpahoittaja. Zudem bekam sie im selben Jahr die Jussi-Auszeichnung als Beste Nebendarstellerin. 2019 spielte Karhu in dem Film Marian paratiisi die Hauptrolle. Anschließend wurde sie 2020 für den Film Eden gecastet. Außerdem trat sie in der Serie Deadwind auf. 2021 war Karhu in den Serien Sisäilmaa und Mädät omenat zu sehen. 2022 bekam Karhu in der Serie Made in Finland die Hauptrolle.

## Filmografie (Auswahl)
Filme
- 2018: Ilosia aikoja, Mielensäpahoittaja
- 2019: Marian paratiisi
- 2020: Eden
- 2020: Naurun varjolla
- 2024: Ei koskaan yksin

Serien
- 2020: Deadwind
- 2021: Sisäilmaa
- 2021: Mädät omenat
- 2022: Made in Finland
- 2022: Mies joka kuoli
- 2022: True Story Suomi